# سترگ ساقگان

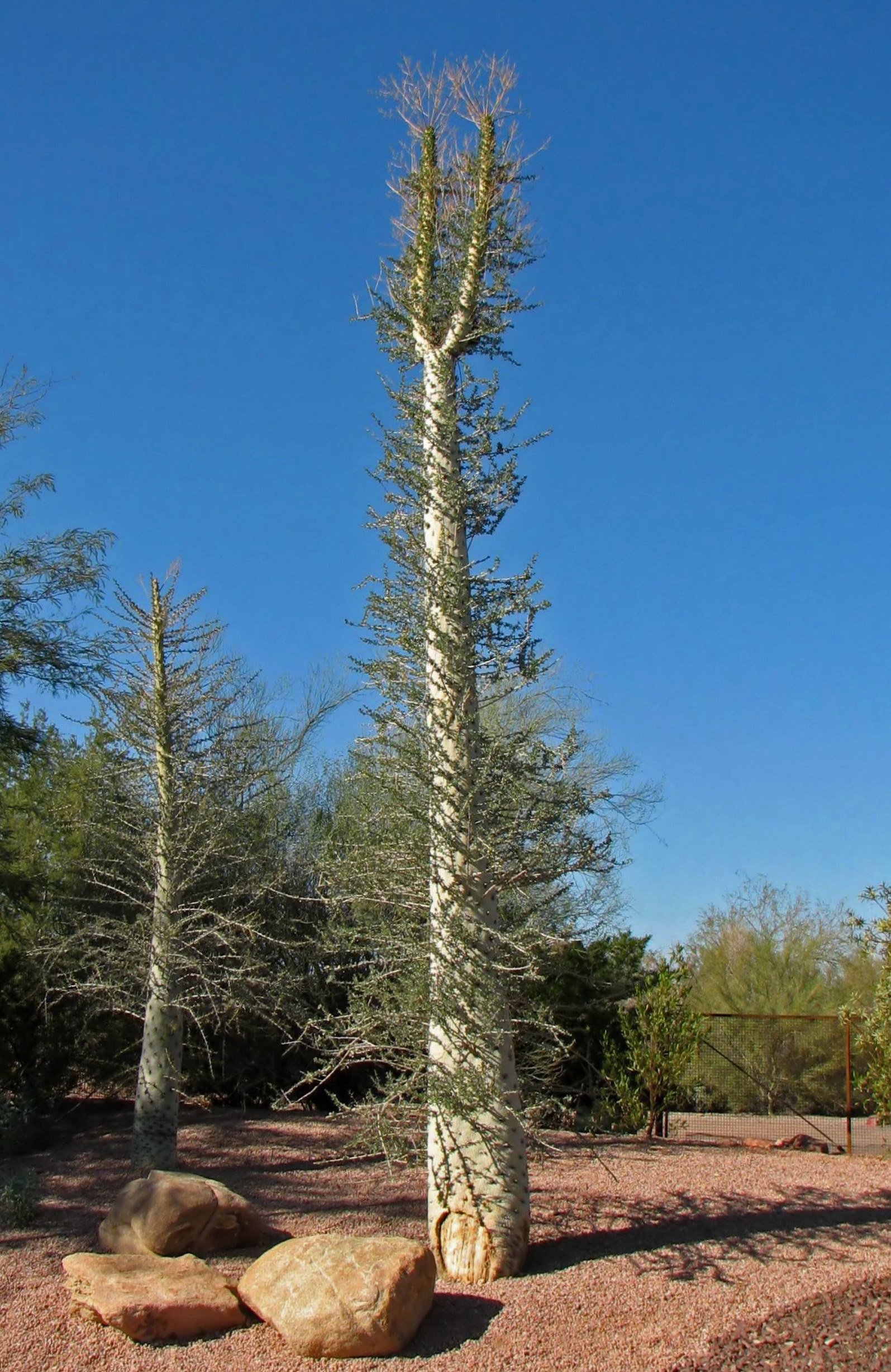
گیاه سترگ ساقهٔ (به انگلیسی:Fouquieria columnaris)

سترگ ساقگان (به لاتین: Pachycaul) گیاهانی هستند که نسبت قطر به ارتفاعشان نا متعادل است به این شکل که ظاهری کلفت و سترگ دارند.

## مثال‌هایی از سترگ ساقگان
نام برخی از سترگ ساقگان به زبان انگلیسی:
- آدنیوم
- پاکیپودیوم)خرزهره‌ایان)
- Dendrosenecio (کاسنیان)
- برسرا (Burseraceae)
- Cyanea
- لبلیا)گل‌استکانیان)
- Dendrosicyos (کدوییان)
- Givotia  (فرفیونیان)
- Delonix (باقلائیان)
- Fouquieria (Fouquieriaceae)
- آدانسونیا
- درخت پنجه
- درخت بطری
- Cavanillesia
- Ceiba (پنیرکیان)
- دورستنیا)موراسه)
- سیفوستما)انگوریان).